# シーネンシュトラーセンオムニバス
シーネンシュトラーセンオムニブス（(ドイツ語: Schienen-Straßen-Omnibus）は、ドイツ連邦鉄道（西ドイツ国鉄, DB）が1953年から1955年にかけて導入した、鉄道・道路両用車両である。
名称のシーネンシュトラーセンオムニブスは、「線路（Schienen）・道路（Straßen）用バス（Omnibus）」と言う意味で、シーシュトラーブス（ドイツ語: Schi-Stra-Bus）とも呼ばれている。

## 概要
ドイツ国における鉄道と道路の直通運転を可能とする車両の計画は1920年代から存在しており、第二次世界大戦の影響による中断の後、1950年代に西ドイツ国鉄によって再開された。そして1951年に自動車メーカーの北西ドイツ車両建設（NWF, Nordwestdeutscher Fahrzeugbau）と鉄道車両・航空機メーカーのドナウヴェルト車両・機械工学有限会社（WMD,  Waggon- und Maschinenbau GmbH Donauwörth）により2両の試作車が製造され、続いて新たに製造された3両のうち1両が1953年にフランクフルト・アム・マインで開催された交通博覧会で展示された後、同年から1955年にかけて量産が実施されたのがこのシーネンシュトラーセンオムニブスである。
車体こそバスと同様の外見を有しているが、規格は鉄道車両のものを採用しており、左右双方にプラットホームが設置されている条件を考慮し、扉も車体の左右両側に設置されている。鉄道線路上を走行する際には車体の前後に特殊構造の台車を装着し、前輪を持ち上げた上で後輪のゴムタイヤを用い線路上を粘着走行する。台車着脱の際に車体を持ち上げる必要があるため、前後2箇所に油圧式ジャッキが設置されており、乗客を車内に乗せたまま作業を行う事が可能である。

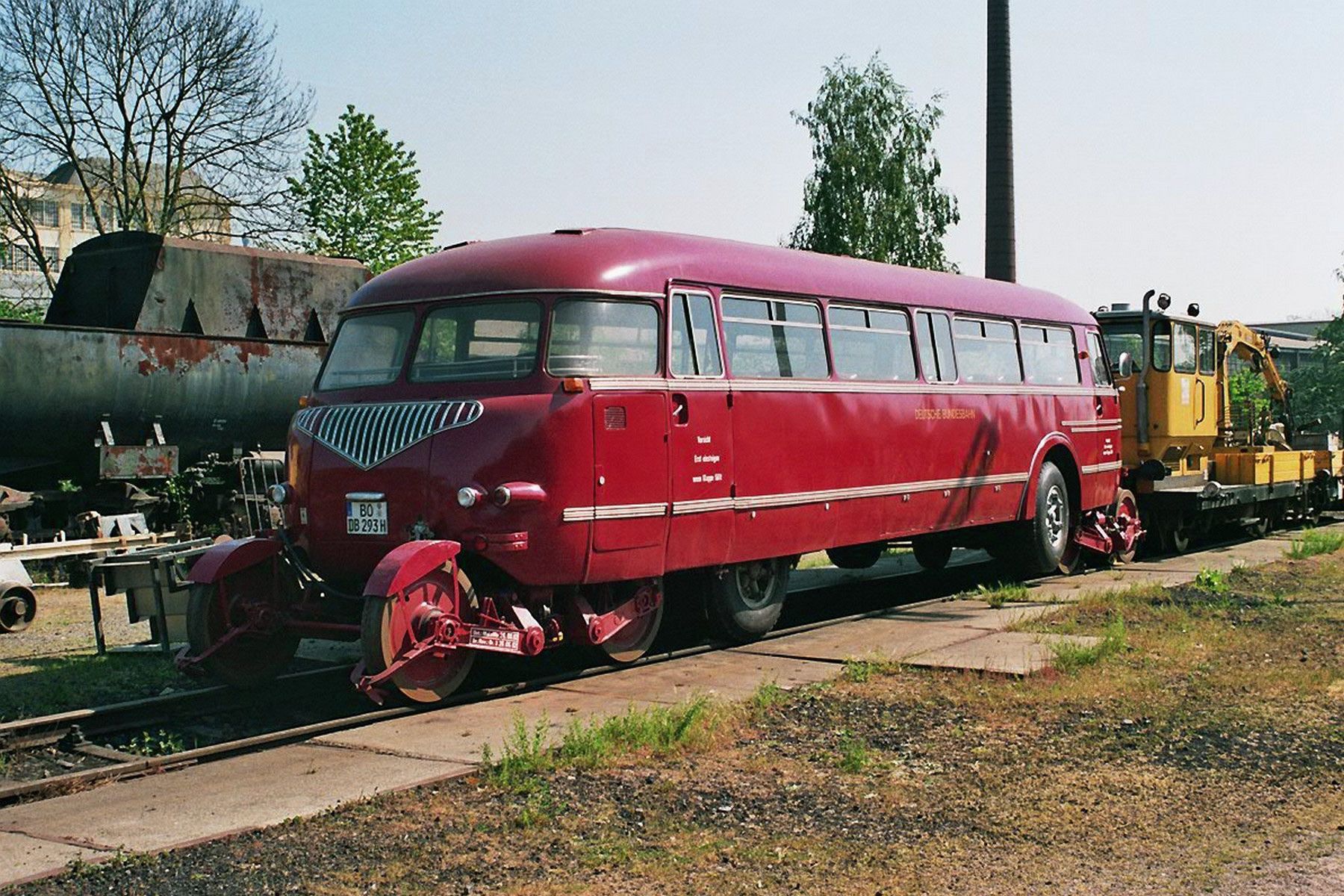
後方の様子
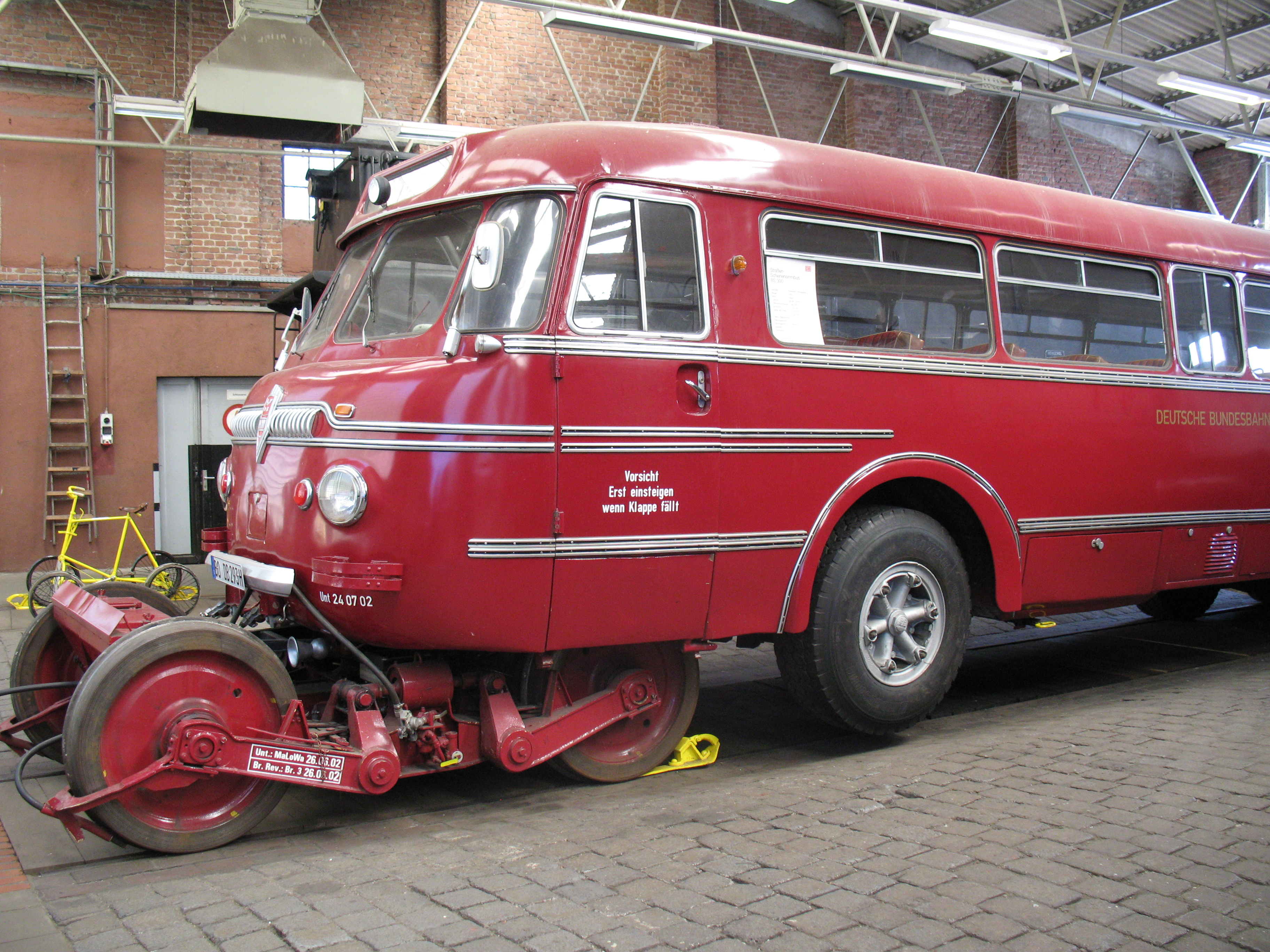
線路走行時には前輪のゴムタイヤが持ち上がっている

## 運用
1953年から1955年までに50両が量産されたが、直通運転に際して特殊台車の着脱に作業員を必要としたほか、冬季には線路走行時に動力台車となる後輪のスリップが相次ぎ、道路へ直通する時にもタイヤチェーンを装着しなければならないと言う手間が生じた。更に運転手には鉄道車両とバス双方の資格が必要とされた。
そのため、量産車のうち鉄道・道路間の直通運転に用いられたのは最盛期でも15両に過ぎず、残りの車両は道路のみを走るバスとして運用された。また、導入されたほとんどの区間でも1958年までに現役を退いたが、1954年に導入されたベッツドルフ - コブレンツ間のみ1967年5月28日まで鉄道・道路間の直通を含めた営業運転が行われ、引退時まで約160万人の乗客が利用した。
2018年9月現在、ボーフム鉄道博物館に1両が動態保存されている。ただし、線路・道路間の直通運転は連邦鉄道局（EBA）により制限されており、博物館内のイベント時にのみ特殊台車の着脱が再現されている。
なお、運行当時の形式名は29形であったが、引退後の1968年1月1日にドイツ連邦鉄道が所有する鉄道車両の番号が改められた際、790形の形式名が与えられた。また、製造工場ではBS300の形式名で呼ばれていた。